# Bolniško maziljenje
Bolníško mazíljenje je krščanski zakrament namenjen podeljevanju Božje milosti bolnikom. 
Jezus je ozdravil veliko bolnikov in tudi svojim učencem naročil, da naj polagajo roke na bolnike in jih ozdravljajo. V Svetem pismu piše: Če je kdo med vami bolan, naj pokliče starešine Cerkve in naj ga v Gospodovem imenu z oljem mazilijo ter nad njim molijo in verna molitev bo bolnika rešila in Gospod mu bo polajšal in, če je v grehih, mu bo odpuščeno. (Jak 5,14)
Na podlagi tega naročila Cerkev opravlja maziljenje bolnikov. Poudariti velja, da ta zakrament ni namenjen telesnemu ozdravljenju, pač pa v prvi vrsti duhovni oskrbi bolnika. Zmotno je tudi prepričanje, da je to zakrament priprave na smrt, čeprav se med ljudmi pogosto imenuje poslednje olje ali poslednji zakrament.
Bolniško maziljenje praviloma podeljuje duhovnik, ki položi roke na bolnika, ga mazili in pri tem izgovarja molitev:
»Po tem svetem maziljenju in svojem dobrotnem usmiljenju naj ti Gospod pomaga z milostjo Svetega Duha. Odpusti naj ti grehe, te reši in milostno poživi.«
Zakrament bolniškega maziljenja je poznan v Rimskokatoliški Cerkvi in v pravoslavju. Nekatere protestantske Cerkve poznajo duhovno oskrbo bolnikov s polaganjem rok in maziljenjem, vendar pa tega ne štejejo za zakrament.